# يطروفة زايرية
يطروفة زايرية (الاسم العلمي:Jatropha zeyheri) هي نوع من النباتات تتبع جنس اليطروفة من الفصيلة الفربيونية.